# Álvaro II de Zúñiga y Guzmán
Álvaro II de Zúñiga y Guzmán (Sevilha, c. 1460 — Béjar, 28 de setembro de 1531) foi um nobre espanhol, membro do ramo primogénito da Casa de Zúñiga, Grande de Espanha, 2º duque de Béjar, 2º duque de Plasencia, 3º conde de Bañares, 1º marquês de Gibraleón, primeiro-cavaleiro do reino, cavaleiro da Ordem do Tosão de Ouro, justicia mayor e alguacil mayor de Castela. Em 1488 sucedeu no mayorazgo (morgadio) ao seu avô Álvaro de Zúñiga y Guzmán, 1º duque de Béjar e Plasencia.
Dentre os seus feitos militares destacam-se a participação com o seu pendão e hoste na Guerra de Granada desde 1482 até à rendição da cidade em 1492 e o seu papel na derrota da rebelião dos comuneiros de Castela em 1520. Foi conselheiro de estado do imperador do Sacro Império Carlos V, I de Espanha.

## Filiação
Era filho de Pedro de Zúñiga y Manrique de Lara, 2º conde de Bañares e 1º conde de Ayamonte, e de Teresa de Guzmán, filha de Juan Alonso Pérez de Guzmán y Suárez de Figueroa, 3º conde de de Niebla, 1º duque de Medina Sidonia e de Elvira de Guzmán. Casou-se em 1489 com María de Zúñiga y Pimentel, meia-irmã do seu pai e filha do seu avô Álvaro de Zúñiga y Guzmán e da segunda esposa deste Leonor de Pimentel y Zúñiga. O papa Inocêncio VIII concedeu-lhe em 1487 a necessária autorização para o casamento consanguíneo. Não teve filhos com a sua esposa legítima, pelo que se interrompeu a primeira varonia dos duques de Béjar e Plasencia, títulos que viriam a ser herdados pela sua sobrinha Teresa de Zúñiga y Manrique de Castro, filha do irmão Francisco, 1º marquês de Ayamonte e da sua esposa Leonor Manrique de Castro.
Álvaro de Zúñiga teve dois filhos com Catalina de Orantes, Pedro e Isabel, os quais legitimou. A Pedro concedeu o senhorio de Aldehuela e Isabel casou com Gonzalo de Guzmán y Quiñones, senhor de Toral.

## Justicia mayorealguacil mayorde Castela
Os Reis Católicos concedem-lhe uma das três alcaidarias-mor de Sevilha em 21 dezembro de 1486 e a 31 de dezembro seguinte confirmam-lhe o cargo de justicia mayor e alguacil mayor de Castela, ocupado anteriormente pelo seu pai, avô, bisavô e tetravô.

## Perda de Plasencia devido a rebelião incentivada pelos Reis Católicos

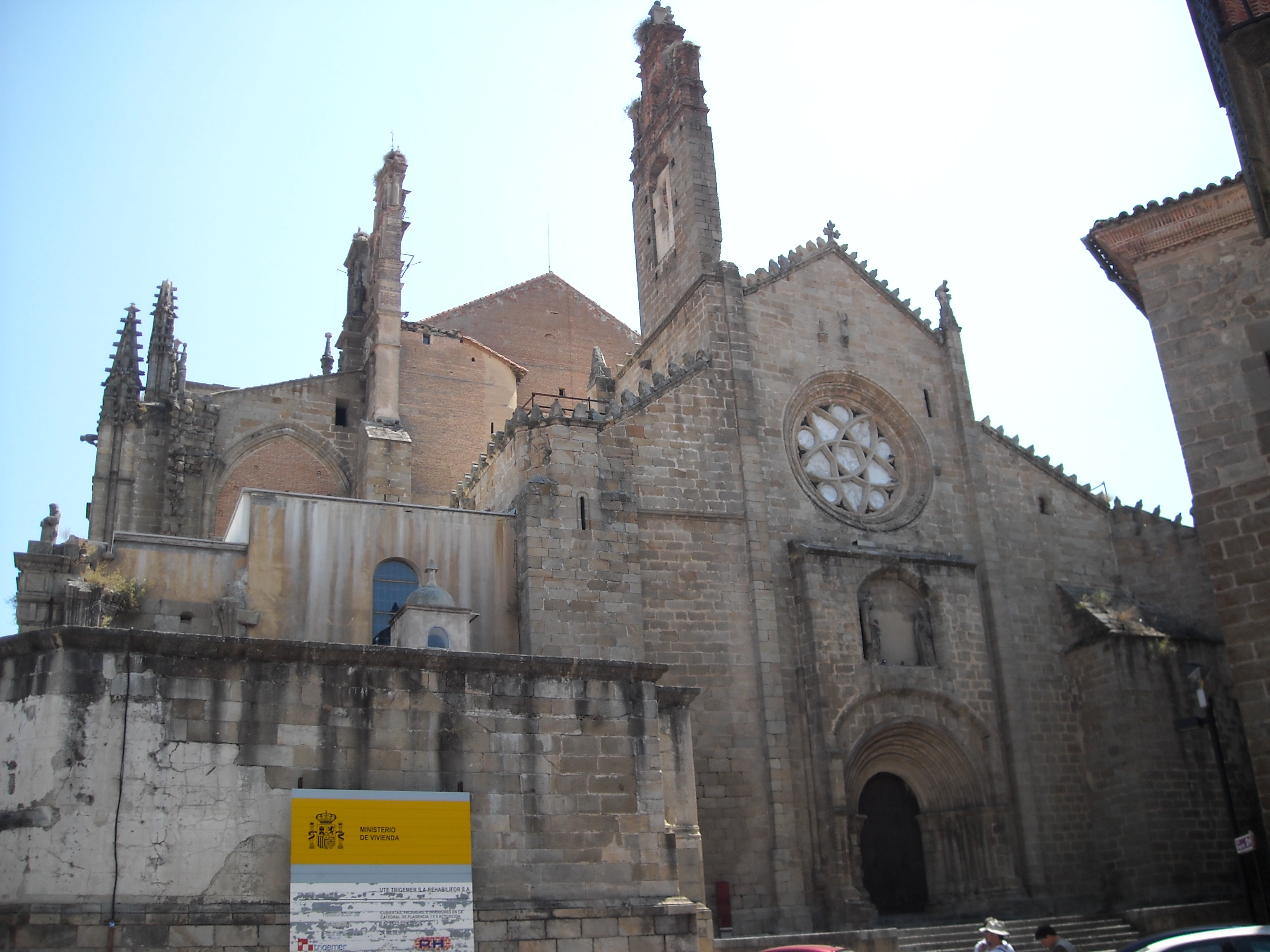
Catedral de Plasencia

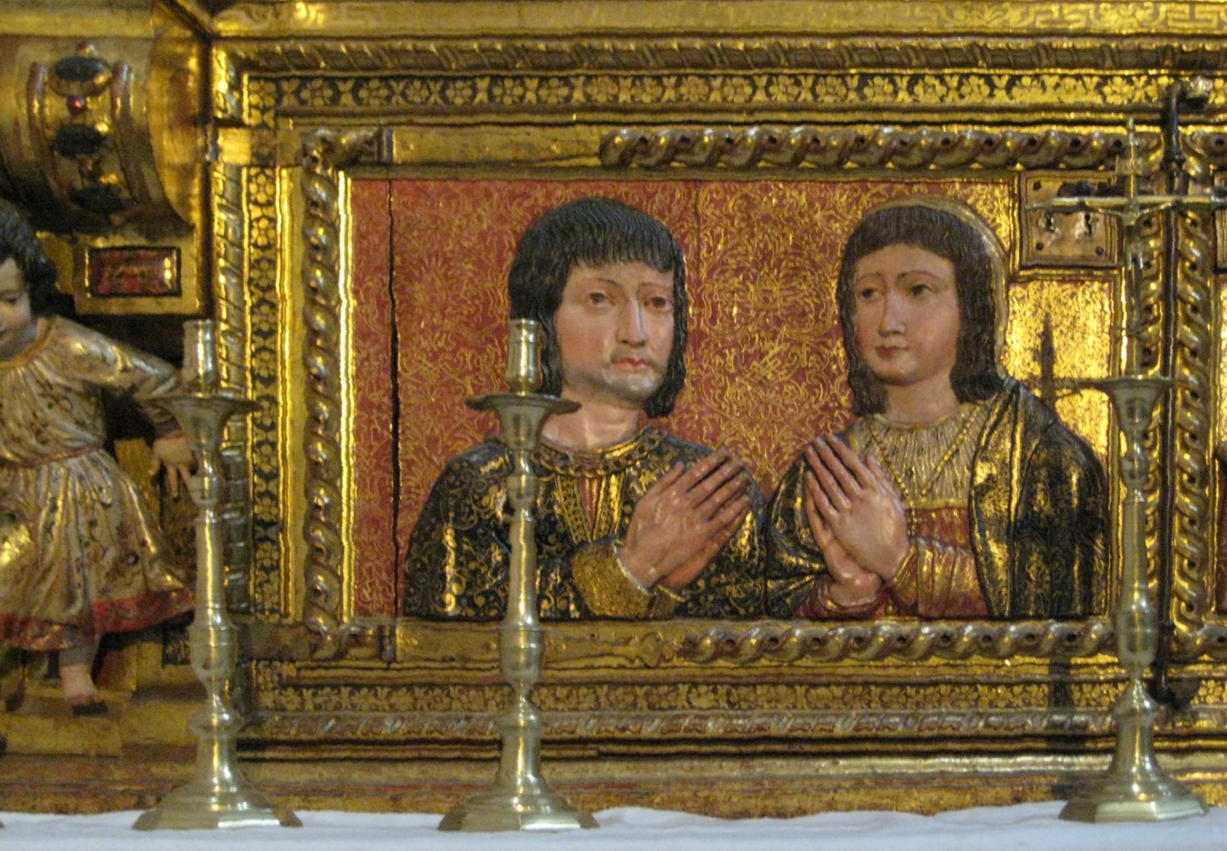
Imagem dos Reis Católicos Fernando e Isabel no seu túmulo na Capela Real de Granada

Com a morte do seu avô Álvaro de Zúñiga herdou, segundo o testamento de 21 de julho de 1486, cinco títulos, senhorios e propriedades. O seu tio Diego de Zúñiga y Manrique de Lara, prior de São Marcos em Leão da Ordem de Santiago, senhor de Víllora, segundo filho de Álvaro I de Zúñiga, reclamou para si a herança e começou a intitular-se duque de Béjar. O seu tio Francisco de Zúñiga y Manrique de Lara, senhor de Mirabel, também não estava de acordo com a herança. A rainha Isabel, a Católica, viu nesta circunstância uma oportunidade para diminuir o património dos Zúñiga, que considerava excessivo, e incentivou algumas personalidades importantes de Plasencia a desligarem-se da obediência ao novo duque de Plasencia, subjugando-se à coroa real e dando-lhes licença para pegar em armas contra o seu senhor.
Quando Álvaro de Zúñiga se encontra em Valhadolide tentando solucionar os problemas da sucessão do seu avô com a ajuda da rainha Isabel, os Carvajal, Francisco de Carvajal, senhor de Torrejón, e seu irmão Gutierre, que durante o passado haviam sido responsáveis de incidentes, ajudados por aliados, promoveram um levantamento em Plasencia em meados de 1488, reclamando a libertação do município, montando um cerco ao castelo e chamando o rei Fernando, o Católico para lho entregar. A população também se revoltou e apoiou o cerco. Álvaro de Zúñiga tentou sem êxito conseguir a ajuda da rainha Isabel. O rei Fernando incentivou os rebeldes na sua luta contra o duque e, ajudado pelos seu exército, fez entregar Plasencia aos Reis Católicos. Fernando II entrou na cidade em 20 de outubro de 1488 e prestou juramento na Catedral de Santa Maria, incorporando a cidade na coroa de Castela e libertando-a do feudo dos Zúñiga. Como se pode ler no juramento de Fernando II ao tomar a cidade, ele promete defender o município e moradores de Plasencia nos seus forais, privilégios, mercês, liberdades, franquias, ordenanças, usos e costumes, como tinham feito o conde Pedro de Zúñiga e o seu filho Álvaro. A mudança de senhorio para realengo não se deveu, pois, a injustiças cometidas pelos seus duques, mas à vontade dos Reis Católicos, que atuaram em desrespeito dos pactos estabelecidos por eles com o avô de Álvaro, o 1º duque de Plasencia, em 1476 e 1480. A cidade e os vales de Plasencia tinham sido concedidas ao 1º conde de Plasencia, Pedro de Estúñiga, em 1441 pelo rei de Castela e Leão João II. Anos mais tarde, em 23 de fevereiro de 1495, a cidade de Plasencia faz uma petição aos Reis Católicos, para que se confirmem as franquezas, liberdades e isenções que tinham os munícipes quando tinham como senhor os duques de Álvaro e o seu neto.

## Participação com o seu pendão e hoste na Guerra de Granada
Álvaro II toma parte na Guerra de Granada desde 1482 até à rendição da cidade em 1492, com o pendão e hoste do seu avô Álvaro de Zúñiga, 1º Duque de Béjar e de Plasencia, e do seu pai Pedro de Zúñiga, 2º conde de Bañares. Foi um dos cavaleiros que mais se distinguiram ao serviço dos Reis Católicos nessa guerra. Em junho de 1482, o rei Fernando II inicia a conquista de Granada concentrando os exército unidos dos grandes de Castela em Córdova e marcham em direção a Loja.
A 4 de julho de 1482, trava-se uma luta sangrenta com o exército mouro liderado por Ali-Atar, o comandante da fortaleza de Loja. O marquês de Cádis, Rodrigo Ponce de León quase perdeu foi morto ao salvar a vida de Fernando II que se encontrava a combater no meio dos mouros — o seu cavalo foi ferido no momento em que a sua lança penetrava no corpo de um mouro. O condestável de Castela, 2 conde de Haro, Pedro Fernández de Velasco, recebeu três feridas na face. O 2º duque de Medina-Sidonia Enrique Pérez de Guzmán caiu do seu cavalo. O 2º conde de Tendilla, Íñigo López de Mendoza recebeu violentos golpes de maça e quase caiu em mãos inimigas, sendo salvo de tal sorte pelo jovem Álvaro de Zúñiga.

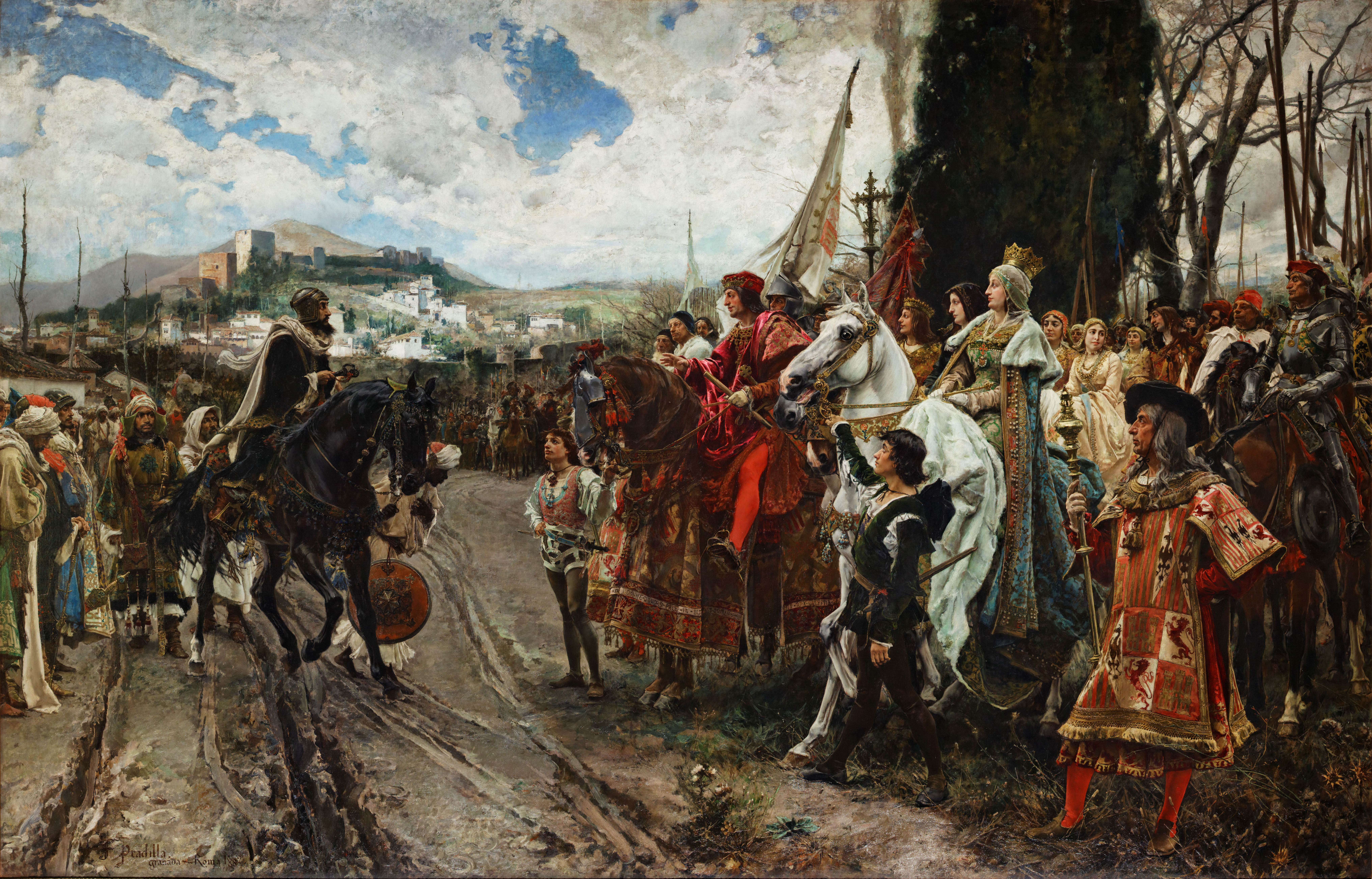
Quadro A Capitulação de Granada, da autoria de Francisco Pradilla, representando o encontro dos Reis Católicos com Boabdil, o último rei mouro de Granada

Os seus tios Juan de Zúñiga y Pimentel, mestre da Ordem de Alcântara, e Francisco de Zúñiga y Manrique de Lara também participaram na conquista de Loja em 1484. O rei Fernando II, os duques de Nájera, Medinaceli e de Plasencia (este representado pelo seu neto Álvaro), além de outros nobres, concentraram as suas forças em Córdova em abril de 1485 para fazer guerra aos mouros. Álvaro II de Zúñiga conduz a hoste do duque de Plasencia, constituída por aproximadamente 220 lanças. Na Primavera de 1485 entram em Ronda, que conquistam a 10 de maio. Os exércitos unidos avançam depois em direção a Málaga e participam no cerco e tomada de Vélez-Málaga, que capitula a 4 de setembro de 1487. Álvaro participa igualmente na conquista de Baza, Guadix e Almeria e na vitória final da guerra de Granada, a qual terminou com a rendição do rei mouro Boabdil.
Os documentos de capitulação e da entrega de Granada (Tratado de Granada) assinados em 30 de dezembro de 1491 são testemunhados pelos nobres castelhanos, entre os quais se encontra Álvaro II de Zúñiga, duque de Béjar. Esses documentos confirmam os acordos sobre a Veiga de Granada a 25 de novembro do mesmo ano entre os Reis Católicos e os alcaides mouros Yusuf ibn Comixa e Abu-Casim al Muley em nome de Boabdil, o rei de Granada. Álvaro II figura igualmente entre as testemunhas da cerimónia da entrega da cidade de Granada a 2 de janeiro de 1492.

## Conjura dos "Grandes de Castela" contra o governo de FernandoII

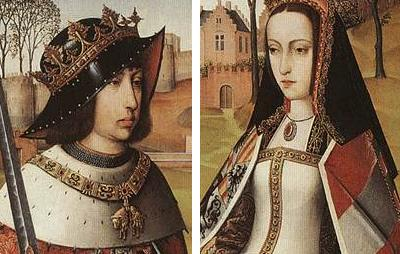
Joana, "A Louca" e o marido Filipe, o Belo

Depois da morte da rainha Isabel I, a Católica, ocorrida a 26 de novembro de 1504, o seu viúvo Fernando II convoca as Cortes de Toro em nome da sua filha ausente, a rainha titular Joana, "A Louca". São acordadas 83 leis a 7 de março de 1505, regulamentando a sucessão e reconhecendo o rei de Aragão Fernando II como governador do reino de Castela de acordo com o testamento da rainha Isabel. Os grandes de Castela conjuram-se contra Fernando II, sabendo que o testamento de Isabel ordenava que só no caso de impedimento de Joana é que Fernando deveria ser governador.
A conjura é iniciada ainda em 1505 por Juan Manuel, senhor de Belmonte, e a ela aderem os duques de Nájera, Béjar, Medina Sidonia, o conde de Benavente e o marquês de Villena, que não reconhecem o acordo das Cortes de Toro nem o governo do reino por Fernando II. A sua intenção é livrarem-se do governo autoritário de Fernando e convidam Filipe, o Belo, conde de Borgonha, para governar Castela em nome da sua esposa Juana, a Louca. Filipe desenvolve intensa atividade diplomática em Castela, dirigindo cartas aos grandes (nobres mais poderosos), aos altos dignitários eclesiásticos e principais cidades e vilas com voto nas cortes. Uma dessas cartas é uma carta de agradecimentos enviada ao 2º duque de Béjar a 15 de fevereiro de 1505. No entanto, o rei Filipe morre pouco tempo depois em Burgos a 25 de setembro de 1506. Fernando II só morreria em janeiro de 1516.

## Cavaleiro da Ordem do Tosão de Ouro
Álvaro de Zúñiga y Guzmán, 2º duque de Béjar e Plasencia, fez parte do capítulo da Ordem do Tosão de Ouro celebrado na catedral de Barcelona de 2 a 4 de março de 1519 (no coro da catedral ainda se conservam na parte superior dos assentos os escudos dos cavaleiros que participaram nesse capítulo), onde foi eleito e investido cavaleiro da ordem pelo imperador do Sacro Império Romano Carlos V (I de Espanha), mestre e soberano da ordem.

## Grande de Espanha
Como "Grande de Castela", foi-lhe concedido o título de "Grande de Espanha", criado pelo imperador Carlos V após a sua ida a Espanha no regresso da sua coroação em 1520 na Alemanha.

## Ao serviço de Carlos V
Álvaro presidiu à comitiva que em janeiro de 1524 levou à fronteira portuguesa em Badajoz a infanta Catarina de Áustria, irmã menor do imperador Carlos V e futura esposa do rei João III de Portugal. Desta comitiva fizeram também parte Frei Diego López Toledo, comendador de Herrera, Juan Alonso de Guzmán y Zúñiga, 8º conde de Niebla, 6º duque de Medina Sidonia, e o seu sobrinho Francisco de Sotomayor, 5º conde de Belalcázar.

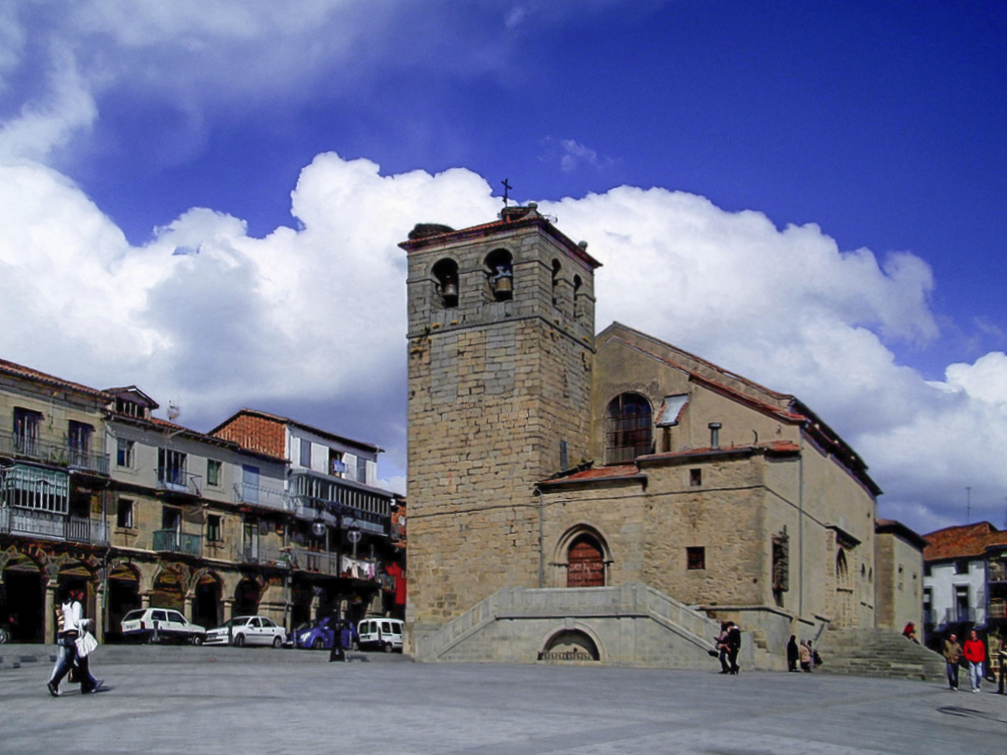
Igreja do Salvador em Béjar

Em 1526, recebeu o título de marquês de Gibraleón. A 7 de fevereiro de 1526 participou na comitiva que recebeu a princesa Isabel de Portugal, futura esposa de Carlos V, na fronteira entre Elvas e Badajoz. Dessa comitiva faziam também parte o duque de Calabria, o arcebispo de Toledo, Alonso de Zúñiga y Acevedo, 3º conde de Monterrey, e o conde de Cifuentes.
Álvaro II de Zúñiga foi nomeado membro do primeiro primeiro conselho de estado criado pelo imperador durante a sua estadia em Granada no verão de 1526. Desse conselho faziam também parte: Mercurio de Gattinara, Henrique de Nassau-Dillenburg, Fadrique Alvarez de Toledo y Enríquez, 2º duque de Alba, Alonso III de Fonseca, arcebispo de Toledo, García de Loaysa, bispo de Osma e confessor do imperador, e Alonso Merino, bispo de Jaén.
Carlos V e a imperatriz Isabel nomeiam Álvaro de Zúñiga padrinho de batismo do príncipe Filipe II; a madrinha seria a rainha viúva Leonor, irmã de Carlos V. O batismo foi realizado a 5 de junho de 1527 na Igreja de São Paulo em Valhadolide, pelo arcebispo de Toledo, quando Filipe tinha três meses de idade. Na altura Álvaro coxeava devido a um ferimento sofrido na perna durante a Guerra de Granada.
Álvaro de Zúñiga y Guzmán morreu em Béjar a 28 de setembro de 1531.